# Ptahmose II
Pour les articles homonymes, voir Ptahmose.
Ptahmose est grand prêtre de Ptah à Memphis sous le règne de Thoutmôsis IV à la XVIIIe dynastie.

## Généalogie
On connaît la famille de Ptahmose grâce à une stèle que le grand prêtre a dédiée à son père ainsi qu'à une autre stèle consacrée à la famille par un autre grand prêtre de Ptah nommé lui aussi Ptahmose qui vécut sous le règne d'Amenhotep III.
Sur ce monument apparaissent quatre membres de cette grande famille représentant notamment côte à côte la dame Taouy et son époux le vizir Thoutmôsis encadrant Ptahmose et son frère Méryptah, tous deux revêtus des mêmes insignes du haut clergé de Ptah. Ce dernier ayant exercé la fonction de majordome du temple de Neb-maât-Rê uni à Ptah, fondation cultuelle d'Amenhotep III à Memphis, suggère ainsi que Ptahmose II a poursuivi sa carrière au moins au début du règne de ce roi.

## Carrière
Ptahmose se distingue de ses homologues et homonymes par la mention de sa filiation à la suite de son nom sur les nombreux objets et monuments retrouvés à son nom. Son père Thoutmôsis qui occupait la fonction de vizir a probablement exercé ses fonctions sous le règne d'Amenhotep II, et c'est probablement sous ce règne que Ptamose devient grand prêtre de Ptah, fonction qu'il occupera également sous le règne de Thoutmôsis IV.
Parmi les nombreux titres qu'il porte, on distingue ceux qui le qualifient comme courtisan et ceux qui correspondent à son rôle au sein du clergé memphite. On mentionnera notamment :
- Yeux du roi en Haute-Égypte et oreilles du roi en Basse-Égypte, titre qui le distingue comme messager du roi dans tout le pays ;
- Grand dans sa fonction et grand dans la maison du Roi, titre honorifique qui le rattache à la cour et au service du roi ;
- Gouverneur de Memphis, ce qui le place à la tête de l'administration de l'antique capitale ;
- Noble, titre honorifique qu'il hérite probablement de son père ;
- Compagnon unique du Roi, titre honorifique qui le distingue parmi les courtisans ;
- Celui qui est dans la Double Maison, autre titre honorifique associé au précédent[1] ;
- Trésorier du Roi, fonction qui le place à la tête de l'administration du Trésor ;
- Supérieur des secrets dans la Grande Place, titre indiquant que Ptahmose appartenait à un conseil religieux, probablement ici un sanctuaire principal de la région de Memphis ;
- Celui qui est à la tête de la place dans Rosétaou, titre qui place le grand prêtre à la tête de la grande nécropole de Gizeh ;
- Père divin, titre religieux porté par le haut clergé de la divinité de la ville[2] ;
- Sem, titre qui qualifie une catégorie de prêtres au rôle essentiel dans les cérémonies religieuses et funéraires ;
- Directeur des prophètes de Haute et de Basse Égypte, fonction prestigieuse faisant de Ptahmose le ministre des cultes du pays tout entier[3].

Cette liste non exhaustive des titres de Ptahmose permet de se donner une idée de la carrière du dignitaire qui a probablement à la fois commencé sa carrière religieuse et celle de courtisan en même temps, aidé en cela par la position prestigieuse de son père.
Une statue du grand prêtre conservée au Musée égyptien du Caire donne les principaux titres religieux et civils de Ptahmose ainsi que les cartouches de Thoutmôsis IV, attestant que le dignitaire a exercé la majorité de son pontificat sous ce règne.

## Sépulture
Le tombeau de Thoutmôsis a été découvert et pillé probablement au début du XIXe siècle étant donné les nombreux objets provenant assurément de son viatique funéraire apparus pendant cette période et qui ont été achetés par les principaux musées d'Europe qui constituaient alors leur collection. 
C'est ainsi qu'on peut découvrir le pyramidion du tombeau de Ptahmose ainsi qu'une palette votive en pierre à son nom au Musée égyptien de Berlin tandis que les musées de Leyde et du British Museum principalement ainsi que le Musée du Louvre dans une moindre mesure se partagent les restes de ce mobilier parmi lesquels on compte le scarabée de cœur de la momie du dignitaire, une coudée votive, une statuette funéraire, six vases en albâtre, une double boîte à fard, un pommeau de canne, une bague, etc.
La trace de ce tombeau a été perdue jusque récemment. En effet, en 1987 une équipe d'égyptologues égyptiens a mis au jour les ruines d'une série de tombeau du Nouvel Empire à Saqqarah dont celui de Ptahmose. 
Il s'agissait d'un tombeau à chapelle, ou encore d'un tombeau-temple selon les désignations que leur donnent les archéologues. Construit en brique crue il était doté d'un pylône d'entrée donnant sur une cour bordée d'un portique donnant accès à trois chapelles funéraires don le toit était couvert par le pyramidion aujourd'hui exposé à Berlin. Les murs devaient être couverts de plaques de calcaire ornées de reliefs peints, qui au moment de la découverte récente des ruines avaient disparu soit à l'occasion du pillage du tombeau ne laissant que de rares traces découvertes lors des fouilles officielles.